# Równikowiec
Równikowiec (Scotonycteris) – rodzaj ssaków z podrodziny Epomophorinae w obrębie rodziny rudawkowatych (Pteropodidae).

## Rozmieszczenie geograficzne
Rodzaj obejmuje gatunki występujące w zachodniej i środkowej Afryce.

## Morfologia
Długość ciała 65–85 mm, długość ucha 12–17 mm, długość tylnej stopy 11–14 mm, długość przedramienia 47–55 mm; masa ciała 16–24 g.

## Systematyka
Rodzaj zdefiniował w 1894 roku niemiecki zoolog Paul Matschie w artykule dotyczącym „nowych ssaków z kolekcji panów Zenkera, Neumanna, Stuhlmanna i Emina”, opublikowanym na łamach Sitzungsberichte der Gesellschaft Naturforschender Freunde zu Berlin. Gatunkiem typowym jest (oznaczenie monotypowe) równikowiec nektarowy (S. zenkeri).

### Etymologia
Scotonycteris: gr. σκοτος skotos ‘ciemność’; νυκτερις nukteris, νυκτεριδος nukteridos ‘nietoperz’.

### Podział systematyczny
Do rodzaju należą następujące gatunki:
| Grafika | Gatunek                    | Autor i rok opisu                                                                                | Nazwa zwyczajowa      | Podgatunki         | Rozmieszczenie geograficzne | Podstawowe wymiary                                       | Status IUCN |
| ------- | -------------------------- | ------------------------------------------------------------------------------------------------ | --------------------- | ------------------ | --- | -------------------------------------------------------- | ----------- |
|         | Scotonycteris zenkeri      | Matschie, 1894                                                                                   | równikowiec nektarowy | 2 podgatunki       | Afryka Zachodnia w Kamerunie i na wyspie Bioko w Gwinei Równikowej; niepotwierdzony w południowo-wschodniej Nigerii; zakres wysokości: 0–1100 m n.p.m.                                                                                                | DC: 6,5–8,5 cm DO: bezogonowy DP: 4,7–5,5 cm MC: 16–24 g | NT          |
|         | Scotonycteris occidentalis | Hayman, 1947                                                                                     |                       | gatunek monotypowy | Afryka Zachodnia w Gwinei, Liberii, Wybrzeżu Kości Słoniowej i Ghanie; zakres wysokości: 0–530 m n.p.m. | DC: 6,5–8,5 cm DO: bezogonowy DP: 4,7–5,5 cm MC: 16–24 g | LC          |
|         | Scotonycteris bergmansi    | Hassanin, Khouider, Gembu Tungaluna, S.M. Goodman, Kadjo, Nesi, Pourrut, Nakouné & Bonillo, 2015 |                       | 2 podgatunki       | Afryka Środkowa w południowym Kamerunie, południowo-zachodniej Republice Środkowoafrykańskiej, Gwinei Równikowej, Kongu i Demokratycznej Republice Konga; być może Rwanda, Burundi i północno-zachodnia Tanzania; zakres wysokości: 310–1100 m n.p.m. | DC: 6,5–8,5 cm DO: bezogonowy DP: 4,7–5,5 cm MC: 16–24 g | LC          |

Kategorie IUCN:  LC  – gatunek najmniejszej troski,  NT  – gatunek bliski zagrożenia.